# Prima TV (Italia)
Prima TV S.p.A. è la società del finanziere tunisino Tarak Ben Ammar, che possiede le reti di telecomunicazioni da cui vengono diffusi in Italia la maggior parte dei servizi televisivi del gruppo e che si occupa della loro realizzazione e manutenzione.

## Storia
L'Authority sulle comunicazioni, il 7 maggio 2003, autorizza in una delibera «il trasferimento della maggioranza delle azioni di Prima Tv ed Europa Tv alla società Spafid». Delibera, con un esplicito richiamo alla decisione di Bruxelles, che fa riferimento agli impegni presi dalle parti per «la dismissione obbligatoria del compendio delle attività di radiodiffusione terrestre». E in particolare al fatto che, nel frattempo, queste attività vengono «gestite in maniera autonoma da una persona fisica indipendente» (Hold separate manager), sotto la responsabilità di Bruno Bogarelli, ex manager di Mediaset, già direttore di Videonews la prima testata giornalistica di Berlusconi, è stato presidente e amministratore delegato di Interactive, una società di "produzione e postproduzione digitale" che fornisce i suoi servizi a varie emittenti.
Prima TV fino alla fine del 2003 rimarrà di proprietà della News Corp di Rupert Murdoch, poi costretta a cederla a seguito della fusione Stream-Telepiù, a suo tempo autorizzata per l'attività di radiodiffusione televisiva privata ad accesso condizionato su frequenze terrestri in ambito nazionale (Tele+ Bianco), rilasciata dall'allora Ministero delle Comunicazioni in data 28 luglio 1999 (la cui scadenza era prevista al 31 dicembre 2003), nonché autorizzata di un'abilitazione alla sperimentazione di trasmissioni televisive in tecnica digitale terrestre, rilasciata dal medesimo Ministero in data 10 gennaio 2003.
Prima TV quindi occupò la frequenza analogica appartenente a TELE+ Bianco. A seguito della scomparsa di TELE+ (che nel frattempo diventò Sky), la frequenza fu acquistata per 40 milioni di euro, da Tarak Ben Ammar, noto per i consolidati rapporti sia con Murdoch che con Mediaset (è uscito solo ad aprile del 2003 dal cda delle tv di Silvio Berlusconi, per conto del principe saudita al Waleed), tramite la sua società olandese Holland Coordinator & Services Company BV (poi Holland Italia) con il coinvolgimento della società francese TF1 SA, soggetto operante il controllo congiunto in mano a Bouygues (gruppo di costruzioni e tlc).
Ben Ammar si prefisse di impiegare la frequenza, successivamente, per trasmettere il segnale del multiplex Dfree (all'inizio con i canali Sportitalia e La Chaîne Info), previo permesso della Commissione Antitrust europea e dell'authority AGCOM, che ne approvò la cessione da parte di Spafid S.p.A. e di Telepiù S.p.A..
Dopo aver letto un articolo su Repubblica sulla legittimità delle trasmissioni 'in chiaro' di Prima TV, nel dicembre dello stesso anno, Franco Monaco, all'epoca deputato della Margherita, confessò di non sapere da chi fosse stata autorizzata. Seguirà nei mesi successivi l'interpellanza urgente firmata dai diessini Luciano Violante e Carlo Rognoni: entrambe sostengono l'illegittimità delle concessioni rilasciate all'imprenditore tunisino Tarak Ben Ammar.
Dispone di oltre 1.000 torri di trasmissione, dislocati lungo tutta la penisola. In particolare per la televisione digitale terrestre, possiede il multiplex Dfree. Oltre che per la diffusione agli utenti dei segnali televisivi, le reti di Dfree sono utilizzate per il trasporto dei contenuti televisivi tra i vari centri di produzione di Mediaset.
Nel 2007 Quinta Communications di Ben Ammar acquista poi, proprio da Prima TV e con l'aiuto di Goldman Sachs e Interbanca, il 67,47% della Imperium Spa (Prima TV ne possiede ancora il 17,53%) che controlla al 75% la Eagle Pictures, distributore italiano indipendente di film come la saga di Twilight ed il vincitore del premio Oscar Il discorso del re.
Cura inoltre gli interessi di Quinta Communications per Nessma, in alleanza con Mediaset e la K&K, il primo canale satellitare indipendente privato dedicato al pubblico del Nord Africa, puntando specialmente sulla Tunisia e l'Algeria, ma anche paesi come Marocco (dove il gruppo ha raggiunto una quota di ascolti pari al 12%) e la Libia.
Dal dicembre del 2016 Ben Ammar attraverso Prima TV detiene il 50% di Italia Sport Communication, società che gestisce Sportitalia, mentre il restante 50% se lo dividono il direttore Michele Criscitiello con la moglie Paola De Salvo.
Al 2017 Ben Ammar risulta essere socio di minoranza della Lux Vide di Bernabei tramite Prima TV con l'intento di realizzare alcune serie per le piattaforme Amazon e Netflix.
Nell’ottobre del 2019 Prima TV di Ben Ammar e Sawiris si allea con La3 (multiplex) per dare vita a una rete nazionale di ripetitori (più di 1000) cosicché le emittenti interessate possano trasmettere con la nuova tecnologia del digitale terrestre DVBT-2 e in alta definizione; il Ministero dello sviluppo economico dà l'ok all'intesa e assegna a loro la rete nazionale di ripetitori numero 11 operativa a partire dal 30 giugno 2022. e danno vita al Mux 3D-Free.